# کالوی کوتکاس
کالوی کوتکاس (استونیایی: Kalevi Kotkas؛ ۱۰ اوت ۱۹۱۳ – ۲۴ اوت ۱۹۸۳) ورزشکار پرش ارتفاع، پرتاب دیسک و پرتاب وزنه اهل استونی بود.